# 802
El 802 (DCIII) fou un any comú començat en dissabte del segle ix segons el calendari gregorià

## Esdeveniments
- Oriol d'Aragó nomenat comte d'Aragó
- Proclamació de l'Imperi Khmer[1]
- Construcció del Temple de Haeinsa a Corea del Sud
- Krum esdevé kan de Bulgària
- Carlemany reorganitza l'imperi en missitica amb un doble poder religiós i civil[2]
- Incursió franca a l'Ebre per saquejar Tortosa, en mans sarraïnes[3]
- Els vikings saquegen l'abadia d'Iona

## Naixements
- Bi Xian, governador xinès[4]
- Ono no Takamura, poeta japonès
- Bernat de Septimània, comte (data aproximada)

## Necrològiques
- Al-Abbas ben Muhammad, general abbàssida.
- Lesbos - Irene d'Atenes, emperadriu romana d'Orient
- Mussa ibn Fortun, governador de Saragossa
- Urbici de Nocito, sant cristià